# Maria Fromet
Maria Léonie Fromet (Chauny, 11 settembre 1902 – Parigi, 11 gennaio 1967) è stata un'attrice francese. Una delle prime e più prolifiche attrici bambine del cinema muto, ha al suo attivo un centinaio di pellicole dal 1908 al 1919 (tra i 5 e i 17 anni d'età). Da adulta si afferma come attrice teatrale di successo nella compagnia della Comédie-Française.

## Biografia
Figlia d'arte (sia il padre Paul Fromet sia la madre Marie Robba erano attori), Maria Fromet esordisce in teatro nel 1906 e al cinema nel 1908 (a cinque anni), affermandosi in breve con un contratto pluriennale con la Pathé come la principale attrice bambina del cinema muto francese negli anni dieci. Al pari di quanto accadeva in quegli stessi anni negli Stati Uniti alle sue coetanee Gladys Egan, Adele DeGarde e Marie Eline, "la petite Fromet" fu sottoposta a ritmi di lavoro che oggi sarebbero inconcepibili, interpretando in un decennio un centinaio di pellicole.
Secondo le convenzioni teatrali e cinematografiche dell'epoca, nella sua carriera di attrice bambina Maria fu impiegata indifferentemente in parti maschili e femminili . Fin dal suo esordio come piccola orfanella, le sono affidate prevalentemente parti drammatiche. Ne Les Misérables di Albert Capellani (1913, con Henry Krauss e Henri Étiévant), fu la prima a interpretare sul grande schermo il ruolo della piccola Cosette. Maria continuò a lavorare anche in teatro: la troviamo nel 1911 nel cast della celebre prima produzione parigina de L'uccellino azzurro di Maurice Maeterlinck.
Al fianco di Maria spesso è la sorella maggiore, Madeleine Fromet, la quale anch'essa è impegnata in quegli anni come attrice bambina, sia pure con un profilo minore. Nel 1912 le due sorelline saranno coprotagoniste del film Les Deux Gosses, diretto da Adrien Caillard. 
Con il passaggio all'età adulta (già dal 1914 cominciano ad esserle offerti ruoli di giovane attrice), Maria si concentra sempre più sull'attività teatrale. Le presenze cinematografiche si diradano. Nel 1922 è nel cast de L'Île sans nom di René Plaissetty (con Paul Amiot e Mary Massart). Il suo ultimo film muto è Gardiens de phare di Jean Grémillon (1929), con suo padre e Gabrielle Fontan.
Per la sua formazione teatrale, l'attrice affronta senza problemi il passaggio al sonoro. Apparirà ancora in alcuni altri film francesi, ma l'attrice è piuttosto interessata a proseguire la sua carriera in teatro. Dopo una serie di spettacoli di successo, tra cui Mélo di Henri Bernstein (1929, con Gaby Morlay e Charles Boyer, al Théâtre du Gymnase) e Les Temps difficiles di Édouard Bourdet (1934, con Victor Boucher e Jacques Baumer, al Théâtre Marigny), nel 1937 l'attrice entra nella compagnia stabile della Comédie-Française. Tra le sue interpretazioni più famose si ricordano quella in Un chapeau de paille d'Italie di Eugène Labiche (1938, con Pierre Bertin e Gisèle Casadesus), L'École des maris di Molière (1945, con Alfred Adam e Jean Desailly), Mademoiselle di Jacques Deval (1957, con jean Marchat e Georges Baconnet) e Oncle Vania di Anton Tchekhov (1964, con François Vibert e René Arrieu). Torna al cinema solo occasionalmente per adattamenti cinematografici di produzioni teatrali, come Mélo di Paul Czinner (1932, con Gaby Morlay e Pierre Blanchar), Un seul amour di Pierre Blanchar (1943, con il regista e Micheline Presle), La Poison di Sacha Guitry (il suo ultimo film, 1951, con Michel Simon e Germaine Reuver) e, alla televisione, Les Temps difficiles (1966, con Louis Seigner e André Falcon).
Muore nel 1967 a Parigi, all'età di 64 anni.

## Filmografia parziale

### Cinema
- Les Orphelins, regia di Victorin-Hippolyte Jasset (1908)
- Le Noël de Colette, regia di Victorin-Hippolyte Jasset (1908)
- Par l'enfant, regia di Camille de Morlhon (1909)
- La Récompense d'une bonne action, regia di Camille de Morlhon (1909)
- La Tournée des grands ducs, regia di Léonce Perret (1910)
- La Petite Fille aveugle, regia di Victorin-Hippolyte Jasset (1910)
- La Fiancée du château maudit, regia di Albert Capellani (1911)
- Le Bossu, regia di André Heuzé (1912)
- Les Deux Gosses, regia di Adrien Caillard (1912)
- La Fille des chiffonniers, regia di Georges Monca (1912)
- Le Supplice d'une mère, regia di Adrien Caillard et Henri Pouctal (1912)
- Zaza, regia di Adrien Caillard (1913)
- Les Misérables, regia di Albert Capellani (1913)
- La Comtesse noire, regia di René Leprince e Ferdinand Zecca (1913)
- Roger la Honte, regia di Adrien Caillard (1913)
- La Douleur d'aimer, regia di Georges Denola (1914)
- En famille, regia di Georges Monca (1915)
- È per gli orfanelli (C'est pour les orphelins), regia di Louis Feuillade (1917)
- Perdue, regia di Georges Monca (1919)
- William Baluchet, roi des détectives, regia di Gaston Leprieur (en 5 épisodes) (1921)
- L'Île sans nom, regia di René Plaissetty (1922)
- Gardiens de phare, regia di Jean Grémillon (1929)
- Baleydier, regia di Jean Mamy (1932)
- Mélo, regia di Paul Czinner (1932)
- Un seul amour, regia di Pierre Blanchar (1943)
- La Poison, regia di Sacha Guitry (1951)

### Televisione
- Port-Royal di Jean Vernier (1960)
- Les Temps difficiles de Jean Pignol (1966)

## Teatro (parziale)
- L'Oiseau bleu di Maurice Maeterlinck (Théâtre Réjane, 1911)
- Mélo di Henri Bernstein (Théâtre du Gymnase, 1929)
- Le Bonheur di Henri Bernstein (Théâtre du Gymnase, 1933)
- Les Temps difficiles di Édouard Bourdet (Théâtre de la Michodière, 1934)
- Margot di Édouard Bourdet, regia di Pierre Fresnay (Théâtre Marigny, 1935)
- Un chapeau de paille d'Italie di Eugène Labiche, regia di Gaston Baty (Comédie-Française, 1938)
- Cyrano de Bergerac di Edmond Rostand, regia di Pierre Dux (Comédie-Française, 1938)
- Le Misanthrope di Molière, regia di Jacques Copeau (Comédie-Française, 1939)
- Athalie di Jean Racine, regia di Georges Le Roy (Comédie-Française, 1939)
- On ne badine pas avec l'amour di Alfred de Musset, regia di Pierre Bertin (Comédie-Française, 1940)
- Le Mariage forcé di Molière, regia di Fernand Ledoux (Comédie-Française, 1940)
- Iphigénie à Aulis di Euripide (Comédie-Française, 1941)
- Les Boulingrin di Georges Courteline (Comédie-Française, 1943)
- Asmodée di François Mauriac, regia di Jacques Copeau (Comédie-Française, 1944)
- L'École des maris di Molière, regia di Denis d'Inès (Comédie-Française, 1945)
- Feu la mère de Madame di Georges Feydeau, regia di Fernand Ledoux (Comédie-Française, 1946)
- Cantique des cantiques di Jean Giraudoux, regia di Louis Jouvet (Comédie-Française, 1948)
- Jeanne la Folle di François Aman-Jean, regia di Jean Meyer (Théâtre de l'Odéon, 1949)
- Le Conte d'hiver di William Shakespeare, adattamento di Claude-André Puget, regia di Julien Bertheau (Comédie-Française, 1950)
- Madame Sans-Gêne di Victorien Sardou e Émile Moreau, regia di Georges Chamarat (Théâtre de l'Odéon, 1951)
- Le Pavillon des enfants di Jean Sarment, regia di Julien Bertheau (Comédie-Française, 1955)
- Port-Royal di Henry de Montherlant, regia di Jean Meyer (Comédie-Française, 1957)
- Mademoiselle di Jacques Deval, regia di Robert Manuel (Comédie-Française, 1957)
- La Jalousie di Sacha Guitry, regia di Jean Meyer (Comédie-Française, 1959)
- La palla al piede (Un fil à la patte) di Georges Feydeau, regia di Jacques Charon (Comédie-Française, 1961)
- La Colonie di Marivaux, regia di Jean Piat (Comédie-Française, 1962)
- Les Caprices de Marianne di Alfred de Musset, regia di Julien Bertheau (Comédie-Française, 1963)
- Oncle Vania di Anton Tchekhov, adattamento di Elsa Triolet, regia di Jacques Mauclair (Comédie-Française, 1964)
- Les Temps difficiles di Édouard Bourdet, regia di Maurice Escande (Comédie-Française, 1965)